# مشرنيش
مشرنيش (بالألمانية: Mechernich) هي مدينة و بلدة ألمانية تقع في ألمانيا في أويسكيرشن.  يقدر عدد سكانها بـ 28,251 نسمة .

## أعلام
- أدولف ويبر
- أدولف ماير
- ديتر إنغلس
- إدوارد هابر
- كاترين شميت